# Sonoma County Sol
Sonoma County Sol, é uma agremiação esportiva da cidade de Santa Rosa, California. Atualmente disputa a National Premier Soccer League.

## História
A temporada de estreia do Sonoma County Sol na NPSL foi em 2004, quando termina em sexto da conferência e não vai aos playoffs. Em 2005 porém a equipe chega até a decisão do torneio, perdendo a final para o Detroit Arsenal. Em 2006 a equipe não se classifica aos playoffs. Em 2007 e 2008 perde nas semifinais. Em 2009 a equipe bate o Erie Admirals SC na final por 2x1 e é campeão pela primeira vez da NPSL. A equipe voltaria a decisão em 2013, perdendo a final para o RVA Football Club. Em 2016 novamente perde na decisão, dessa vez para o AFC Cleveland.

## Títulos
Campeão Invicto
| NACIONAIS      | NACIONAIS                      | NACIONAIS | NACIONAIS  |
|                | Competição                     | Títulos   | Temporadas |
| -------------- | ------------------------------ | --------- | ---------- |
| Estados Unidos | National Premier Soccer League | 1         | 2009       |